# Карл Густаф Емил Манерхејм
Карл Густаф Емил Манерхејм (фин. Carl Gustaf Emil Mannerheim; Аскајнен, 4. јун 1867 — Лозана, 27. јануар 1951) је био фински маршал и државник.
У младости је завршио Николајевско коњичко училиште руске империје у Петрограду. Био је у руској војсци током руско-јапанског рата 1904-1905. и добио чин пуковника. Од тада до 1908. је учествовао у истраживачкој мисији кроз централну Азију. У Првом свјетском рату је командовао коњичком бригадом, затим дивизијом и корпусом. После Октобарске револуције у Русији 1917. је отишао у Финску и дошао на чело снага које су угушиле локалну револуцију, уз њемачку помоћ. За регента Финске је изабран 12. децембра 1918. и послао је фински корпус против комуниста у Естонији.
На председничким изборима 1919. је поражен, и потом је путовао кроз Велику Британију, Француску и Пољску, залажући се за интервенцију против совјетске Русије. Од 1922 до 1939. је био председник финског Савета народне одбране, а титулу маршала је добио 1933. Извршио је реорганизацију финске армије и руководио изградњом Манерхејмове линије. У совјетско-финском рату 1939-1940. и током Другог светског рата је командовао финском војском. Од августа 1944. до марта 1946. Карл Манерхејм је био предсједник Републике Финске. Написао је мемоаре (Les mémoires du maréchal Mannerheim) 1882-1949, Париз, 1952.
Једно финско истраживање спроведено 53 године након његове смрти прогласило је Манерхејмa највећим Финцем свих времена. Током свог живота постао је, поред Јана Сибелиуса, најпознатија финска личност у земљи и иностранству, за које је култ личности почео да се гради одмах после грађанског рата. С обзиром на широко признање у Финској и другде његове неуспоредиве улоге у успостављању и каснијем очувању независности Финске од Совјетског Савеза, Манерхејм се већ дуго назива оцем модерне Финске, а Њујорк Тајмс је Манерхејмов музеј у финској престоници Хелсинки у коме се меморијализује његов живот и време назвао „најближом ствари што постоји [финском] националном светилишту“. С друге стране, Манерхејмова лична репутација снажно дели ставове међу људима и до данас, посебно у погледу на његове поступке у контексту судбине црвених затвореника током и након Грађанског рата као генерала Беле гарде, као и његова улога у опсади Лењинграда, заједничкој кампањи са нацистичком Немачком, која је резултирала смрћу од око 900.000 до више од 1.000.000 цивила, укључујући жене и децу, а руска влада је такође сматра геноцидом, као и многи историчари. Манерхејм је одобрио употребу финских трупа у Вафен-СС, где су неки вероватно починили злочине над Јеврејима, ратним заробљеницима и цивилима; такође је био лични сарадник Адолфа Хитлера. Манерхејм је једини Финац који је имао чин фелдмаршала, почасни чин додељен посебно угледним генералима.

## Биографија
Куста, како се волео потписивати на службеним документима, је рођен у финској племићкој породици немачко-шведско-шкотских корена. Као проблематичан младић напустио је финску школу за кадете 1886, те након више неуспешних покушаја уписује се у Санкт Петербургу на царску академију, коју завршава као један од најбољих у својој класи. Прва борбена искуства стиче у Руско-јапанском рату 1904 – 1905, где одлази као добровољац на фронт у Манџурију. Током битке код Мукдена, најважније битке у рату, бива унапређен у пуковника због исказане храбрости. Од 1906. до 1908. делује као војни обавештајац у свом путовању кроз средишну Азију и Кину, током чега учи и мандарински језик, што додаје свом познавању: немачког, француског, енглеског, шведског, руског, и финског.
Почетак Првог светског рата дочекује на челу једне Царске коњаничке бригаде те се истиче у биткама на аустроугарском и румунском фронту. Привремена руска влада након Фебруарске револуције не сматра га склоним себи и пензионише Манерхејма, што он прихвата те се повлачи у Финску. Финска недуго после проглашава независност и поставља га као врховног заповедника заправо непостојећих војних снага. Фински грађански рат је био последица ширења Октобарске револуције из сада бољшевичке Русије, те након брзе и крваве победе над домаћим бољшевицима у лето 1918. одлази у иноземство како би изборио међународно признање финске самосталности. У Великој Британији и Француској покушава да докаже противнемачко расположење своје земље, иако је тадашња финска влада имала другачије, пронемачко, стајалиште. У децембру 1918. по завршетку Првог светског рата бива позван у Финску да привремено управља државом као регент. Када се номинално постављени краљ Фредерик Чарлс од Хесена одрекао престола, Манерхејм осигурава признање од Велике Британије и САД с којима уговара нужно потребну помоћ у лековима и храни. Иако чврсто антибољшевичких назора, одбија савезништво с генералима Беле Армије у Русији који воде грађански рат против бољшевичке Црвене армије, јер је претпостављао да у случају њихове победе неће признати финску самосталност. У јуну 1919. потврђује нови републикански устав, те се након изгубљених избора за председника повлачи из финског јавног живота.
Између два рата путује по Азији, Африци и Европи избегавајући Руску територију. По повратку у Финску оснива хуманитарне организације за децу, те једно време води и Фински црвени крст. У Финској јавности постаје признат као национална фигура, подстиче свефинско помирење након грађанског рата, те заговара одбрамбени војни савез са Шведском.
Године 1939, пропали преговори Финаца са Совјетским Савезом значили су за Финце само очекивање извесног совјетског напада, Манерхејм у својој 72. години постаје врховни заповедник финских оружаних снага. Убрзо организује своје седиште у Микели, где ће бити готово током целог Зимског рата уз повремене посете фронту. Након склапања споразума о миру у Москви 12. марта 1940. са совјетима, остаје и даље врховни заповедник иако је требао предати своја овлаштења парламенту. Уочи наставка Совјетско-финског рата 1941. Хитлер му нуди заповедништво над преко 80.000 немачких војника што Манерхејм одбија, јер није хтео да буде у подређеном положају наспрам Хитлера. Манерхејм успешно одбија Хитлерове понуде за савезништвом. На његов 75. рођендан, 4. јуна 1942. финска влада му даје почасну титулу Финског маршала. На његово велико изненађење, Хитлер у част његовог рођендана долази у тајну посету. Њихов разговор у аутомобилу остаје једини сачувани аудио снимак (од једанаест минута) Хитлеровог разговора у неслужбеном тону. У њему Манерхејм пали цигару без Хитлеровог допуштења, који је имао јаку аверзију према пушењу, те Манерхејм закључује да је Хитлер у слабој ситуацији и да му не може диктирати. Хитлер је тражио од Финаца да појачају притисак на Совјете, али Манерхејм није пристао на појачавање војних напора који би значили само још већу жртву малобројног Финског народа.
Парламент га у лето 1944. током велике совјетске офанзиве на Финску бира за председника како би захваљујући свом угледу склопио што повољнији мир. Након месец дана мир је склопљен, Финска се одриче богатих покрајина Карелије и Печенга те је дужна сносити велику ратну одштету. Након тога се Манерхејм морао окренути немачким јединицама на северу земље у такозваном Лапонском рату. Након што је тај рат успешно довршио, кренуо је у наметнуту општу демобилизацију. По завршетку рата бојао се да ће бити оптужен за злочин против мира, што се никад није догодило, јер га је Стаљин ценио и говорио да Финци дугују пуно старом Манерхејму што нису били окупирани. Због проблема са здрављем 4. марта 1946. напушта председничку службу на 1/3 свог мандата. Дијагнозиран му је пептички улкус (чир), те последње године живота проводи на лечењима, и писању својих мемоара, док није у болници у Лозана преминуо 27. јануара 1951.
Његов рођендан, 4. јун, се данас у Финској слави као дан заставе Финских одбрамбених снага.